# Petra Červenková
Petra Červenková z d. Nosková (ur. 31 października 1967 w Novym Měscie) – czeska biathlonistka, reprezentująca też Czechosłowację. W Pucharze Świata zadebiutowała w sezonie 1987/1988. Pierwsze punkty wywalczyła 18 lutego 1988 roku w Chamonix, gdzie zajęła 17. miejsce w sprincie. Nigdy nie stanęła na podium zawodów indywidualnych, jednak kilkukrotnie dokonała tego w drużynie, w tym 12 grudnia 1993 roku w Bad Gastein wspólnie z Jiřiną Pelcovą, Ivetą Knížkovą i Evą Hákovą zajęła drugie miejsce w sztafecie. Najlepsze wyniki osiągnęła w sezonie 1992/1993, kiedy zajęła 31. miejsce w klasyfikacji generalnej. W 1988 roku wystąpiła na mistrzostwach świata w Chamonix, gdzie zajęła 30. miejsce w biegu indywidualnym, 17. miejsce w sprincie i siódme w sztafecie. Była też między innymi czwarta w biegu drużynowym podczas mistrzostw świata w Anterselvie w 1995 roku oraz szósta w tej konkurencji podczas rozgrywanych cztery lata wcześniej mistrzostw świata w Lahti. Brała też udział w igrzyskach olimpijskich w Albertville w 1992 roku, zajmując 60. miejsce w biegu indywidualnym.

## Osiągnięcia

### Igrzyska olimpijskie
| Rok  | Miejscowość | Konkurencje | Konkurencje | Konkurencje | Konkurencje | Konkurencje | Konkurencje | Konkurencje |
| Rok  | Miejscowość | IN          | SP          | PU          | MS          | RL          | MR          | SR          |
| ---- | ----------- | ----------- | ----------- | ----------- | ----------- | ----------- | ----------- | ----------- |
| 1992 | Albertville | 60.         | –           | nd.         | nd.         | –           | nd.         | –           |

### Mistrzostwa świata
| Rok  | Miejscowość | Konkurencje | Konkurencje | Konkurencje | Konkurencje | Konkurencje | Konkurencje | Konkurencje |
| Rok  | Miejscowość | IN          | SP          | PU          | MS          | RL          | MR          | SR          |
| ---- | ----------- | ----------- | ----------- | ----------- | ----------- | ----------- | ----------- | ----------- |
| 1988 | Chamonix    | 30.         | 17.         | nd.         | nd.         | 7.          | nd.         | –           |
| 1990 | Mińsk/Oslo  | 24.         | 35.         | nd.         | nd.         | 7.          | nd.         | –           |
| 1991 | Lahti       | 24.         | 18.         | nd.         | nd.         | 5.          | nd.         | –           |
| 1993 | Borowec     | –           | –           | –           | nd.         | –           | nd.         | –           |
| 1995 | Anterselva  | 27.         | 37.         | –           | nd.         | 12.         | nd.         | –           |

### Puchar Świata

#### Miejsca w klasyfikacji generalnej
| Sezon     | Miejsce |
| --------- | ------- |
| 1987/1988 | ?       |
| 1988/1989 | 50.     |
| 1989/1990 | 35.     |
| 1990/1991 | 35.     |
| 1991/1992 | 50.     |
| 1992/1993 | 31.     |
| 1993/1994 | 72.     |
| 1994/1995 | 64.     |

#### Miejsca na podium chronologicznie
Červenková nigdy nie stanęła na podium zawodów PŚ.